# كاتدرائية الثالوث القدوس (أديس أبابا)

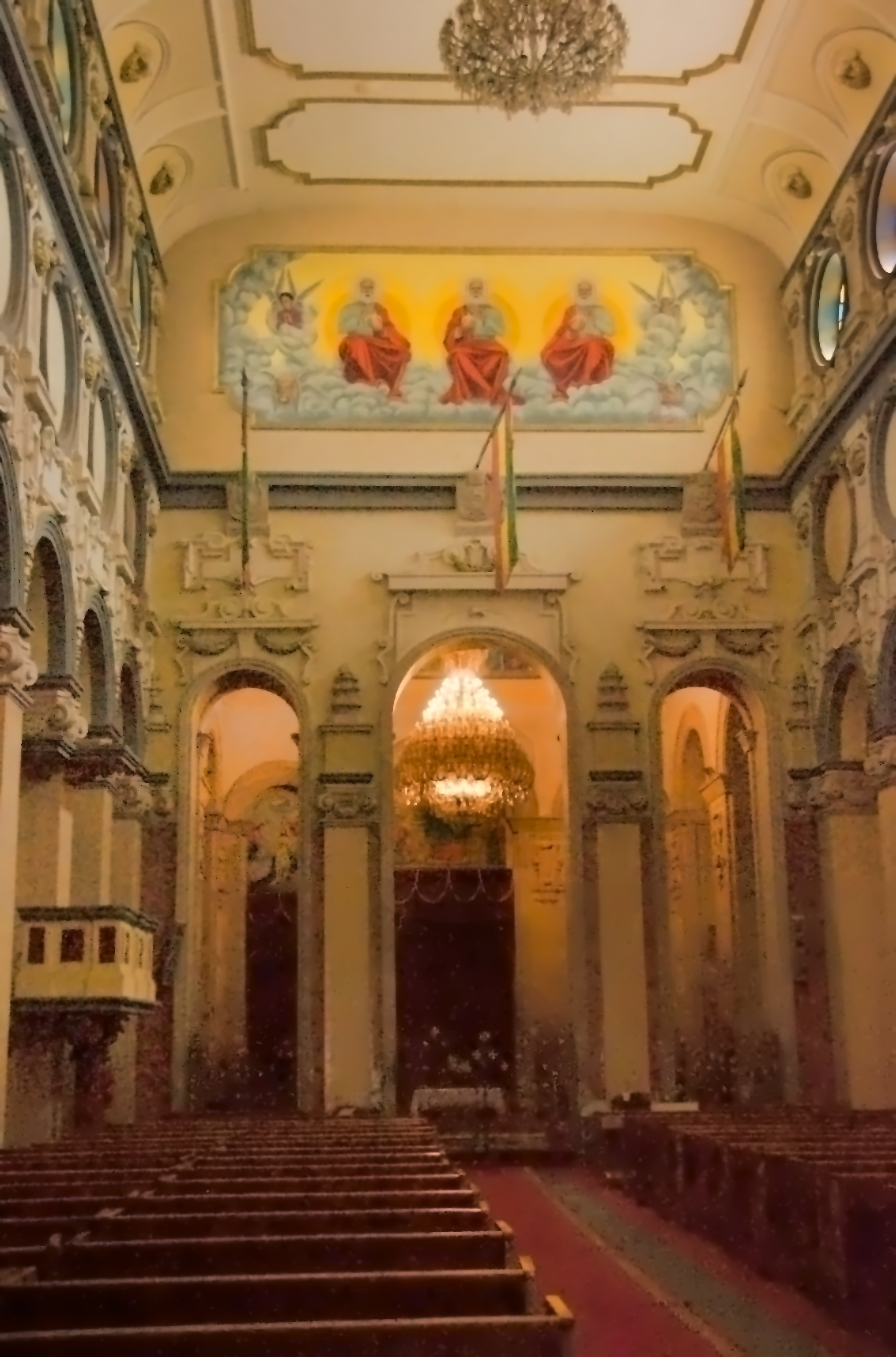
الكاتدرائية من الداخل

كاتدرائية الثالوث المقدس ، المعروفة باللغة الأمهرية باسم Kidist Selassie ، هي أهم كاتدرائية والاعلي في المرتبة لكنيسة التوحيد الأرثوذكسية الإثيوبية في أديس أبابا ، إثيوبيا . تم تشييدها لإحياء ذكرى انتصار إثيوبيا على الاحتلال الإيطالي وهي ثاني أهم مكان للعبادة في إثيوبيا، بعد كنيسة مريم سيدة صهيون في أكسوم .

## عنوان الكاتدرائية
الكاتدرائية تحمل عنوان «المذبح النقي». وفيها المكان الذي دفن فيه الذين قاتلوا ضد الاحتلال الإيطالي ، أو أولئك الذين رافقوا الإمبراطور في المنفى من عام 1936 إلى عام 1941. دفن الإمبراطور هيلا سيلاسي وزوجته الإمبراطورة مينين أسفاو في الجناح الشمالي للكاتدرائية. تم دفن أعضاء آخرين من العائلة الإمبراطورية في سرداب أسفل الكنيسة. تم تكريس المذبح الرئيسي للكاتدرائية للثالوث القدوس. المذبحان الآخران في قدس الأقداس على جانبي المذبح الرئيسي مكرسان للقديس يوحنا المعمدان و سيدة تابوت العهد (الرحمة). في الجزء الجنوبي من الكاتدرائية كنيسة رئيس الملائكة ميخائيل التي تمت إضافتها مؤخرا، والتي بها تابوت العهد أو تابوت رئيس الملائكة ميخائيل، والذي أعيد إلى إثيوبيا في فبراير 2002 بعد أن اكتشفت في أدنبره . حيث كان تابوت العهد قد أخذ بواسطة القوات البريطانية من قلعة ماغدلا الجبلية عام 1868 أثناء حملتها ضد الإمبراطور تيودروس الثاني .

## مباني
الكاتدرائية بها أيضًا كنيسة عيد الله الابن، والتي تُعرف أيضًا باسم كنيسة الأربعة حيوانات غير المتجسدة. هذه الكنيسة تطابق كنيسة دير الثالوث المقدس الأصلية قبل بناء الكاتدرائية وتعود إلى عهد الإمبراطور مينليك الثاني . تشمل المرافق الأخرى مدرسة ابتدائية وثانوية ودير وكلية هولي ترينيتي اللاهوتية ومتحفًا ونصب تذكارية تضم رفات أولئك الذين ذبح الإيطاليون في أديس أبابا في عام 1937 ردًا على محاولة اغتيال نائب الملك الفاشي الإيطالي. بالإضافة إلى نصب تذكاري وقبر مسؤولي الحكومة الإمبراطورية الذين أعدمهم نظام الدرغ الشيوعي. كاتدرائية الثالوث القدوس هي المقر الرسمي للأبرشية الأرثوذكسية في أديس أبابا . يتم تنصيب بطاركة كنيسة التوحيد الأرثوذكسية الإثيوبية في كاتدرائية الثالوث القدوس ويتم تكريس جميع الأساقفة هناك أيضًا.

## مقابر
تقع مقابر الإمبراطور هيلا سيلاسي والإمبراطورة مينين أسفاو، بالإضافة إلى أعضاء آخرين من العائلة الإمبراطورية، داخل كاتدرائية الثالوث القدوس. تم دفن البطاركة، أبونا تكلا هيمانوت وأبونا باولوس في ساحة الكنيسة، وكذلك الناشطة البريطانية الشهيرة والمناهضة للفاشية سيلفيا بانكهورست . ودفن هناك أيضا رئيس الوزراء ملس زيناوي وإثيوبيون بارزون آخرون.

## روابط خارجية
- كاتدرائية الثالوث القدوس